# 組込みスキル標準
組込みスキル標準（くみこみスキルひょうじゅん、Embedded Technology Skill Standards、ETSS）は、SESSAMEのメンバも参加している経済産業省の独立行政法人 情報処理推進機構で策定した組込みソフトウェア開発に関する指標。当初SESSAMEで議論して作成したものが母体となっている。
その後、組込ソフトウェアに関する人材とスキルが不足している問題を解決するためにキャリアのものさしとするべく策定した。幅広い技術者を規定しており、ITスキル標準との整合性を考慮している。
組込みスキル標準は情報処理推進機構が発表した2005年度の組込みソフトウェア開発力強化推進委員会活動報告では「スキル基準」「キャリア基準」「教育カリキュラム」という構成になっている。
その後、順次改訂